# رابرن (آلاباما)
رابرن (به انگلیسی: Rayburn) یک منطقهٔ مسکونی در ایالات متحده آمریکا است که در شهرستان مارشال، آلاباما واقع شده‌است. رابرن ۱۸۹ متر بالاتر از سطح دریا واقع شده‌است.